# Jeux précoces
Pour plus de détails, voir Fiche technique et Distribution.
Jeux précoces (titre italien : Il rossetto) est un Film dramatique franco-italien réalisé par Damiano Damiani, sorti en 1960.

## Fiche technique
- Titre original : Il rossetto
- Titre français : Jeux précoces
- Réalisation : Damiano Damiani
- Scénario : Damiano Damiani et Cesare Zavattini
- Photographie : Pier Ludovico Pavoni
- Musique : Giovanni Fusco
- Pays d'origine :  Italie |  France
- Format : Noir et blanc - Mono
- Genre : Film dramatique
- Date de sortie : 1960

## Distribution
- Pierre Brice : Gino Luciani
- Giorgia Moll : Lorella Severano
- Pietro Germi : Commissario Fioresi
- Bella Darvi : Nora
- Laura Vivaldi : Silvana De Carli
- Ivano Staccioli : Dott. Mauri
- Erna Schürer : Cinzia